# Tillandsia 'Delgado'
Tillandsia 'Delgado' es un  cultivar híbrido del género Tillandsia perteneciente a la familia  Bromeliaceae.
Es un híbrido creado con las especies Tillandsia latifolia × desconocido.